# ريتشارد بولت
ريتشارد بولت (بالإنجليزية: Richard Bolt)‏ هو مهندس وفيزيائي أمريكي، ولد في 22 أبريل 1911 في بكين في الصين، وتوفي في 13 يناير 2002 في بوسطن في الولايات المتحدة.